# 山田重利
山田 重利（やまだ しげとし）は、安土桃山時代から江戸時代前期の武将、旗本。

## 経歴
尾張源氏の流れをくみ、徳川家康に仕えた山田重則の長男。天正5年（1577年）12歳で家康の小姓として出仕する。しかし天正11年（1583年）浜松城中において同僚の坂作主膳と口論になり、一触即発の事態になったものの殿中であることを憚り、その翌朝に城外で決闘に及んで主膳を討ち果たし、浜松を出奔した。だが家康は重利が憤懣を抑えて殿中で刃傷に及ばなかったことを称し、敢えて重利の行方を探させなかった。また父の重則も責任を問われることはなかったが、自ら浜松から三河へと退いている。
この後、重則は井伊直政に属し、天正18年（1590年）小田原征伐では篠曲輪の戦いで手傷を負っている。次いで蒲生氏郷に仕え、天正19年（1591年）九戸政実の乱鎮定などに従軍してしばしば武功があった。
慶長6年（1601年）家康によって召し返され、常陸国信太郡に1000石を与えられて徳川秀忠の使番として仕える。慶長19年（1614年）大坂冬の陣に従軍し、講和後の大坂城堀埋め立ての監視役を務める。慶長20年（1615年）大坂夏の陣では使番として諸隊への伝令を務め、また城攻めにおいては首級6を挙げる武功を立て、戦後は大和国内の豊臣氏残党の捜索に従い、これらの功により武蔵国足立郡内に500石を加増された。
元和2年（1616年）松平忠輝改易に際して使番の一員として忠輝旧領に、元和4年（1618年）熊本藩の牛方馬方騒動に際してその処分執行のために肥後熊本に出張。元和5年（1619年）福島正則改易に際して正則の江戸藩邸へ牧野忠成と花房正成が派遣されると、その護衛の一員として随行している。寛永3年（1626年）3代将軍徳川家光の上洛に鉄砲頭として供奉。寛永10年（1633年）遠江国榛原郡内に1000石を加増され、禄高は2500石となった。寛永13年（1636年）71歳で没。家督は嫡男の重恒が継承した。